# Majestoso
Majestoso é a denominação dada à partida de um clássico de futebol brasileiro disputada entre as equipes paulistas do Sport Club Corinthians Paulista e do São Paulo Futebol Clube desde 1930. Este apelido foi dado ao confronto pelo jornalista Tommaso Mazzoni, do jornal A Gazeta Esportiva. Segundo o próprio São Paulo Futebol Clube, a agremiação tem como data de fundação o dia 25 de janeiro de 1930.

## Maiores clássicos

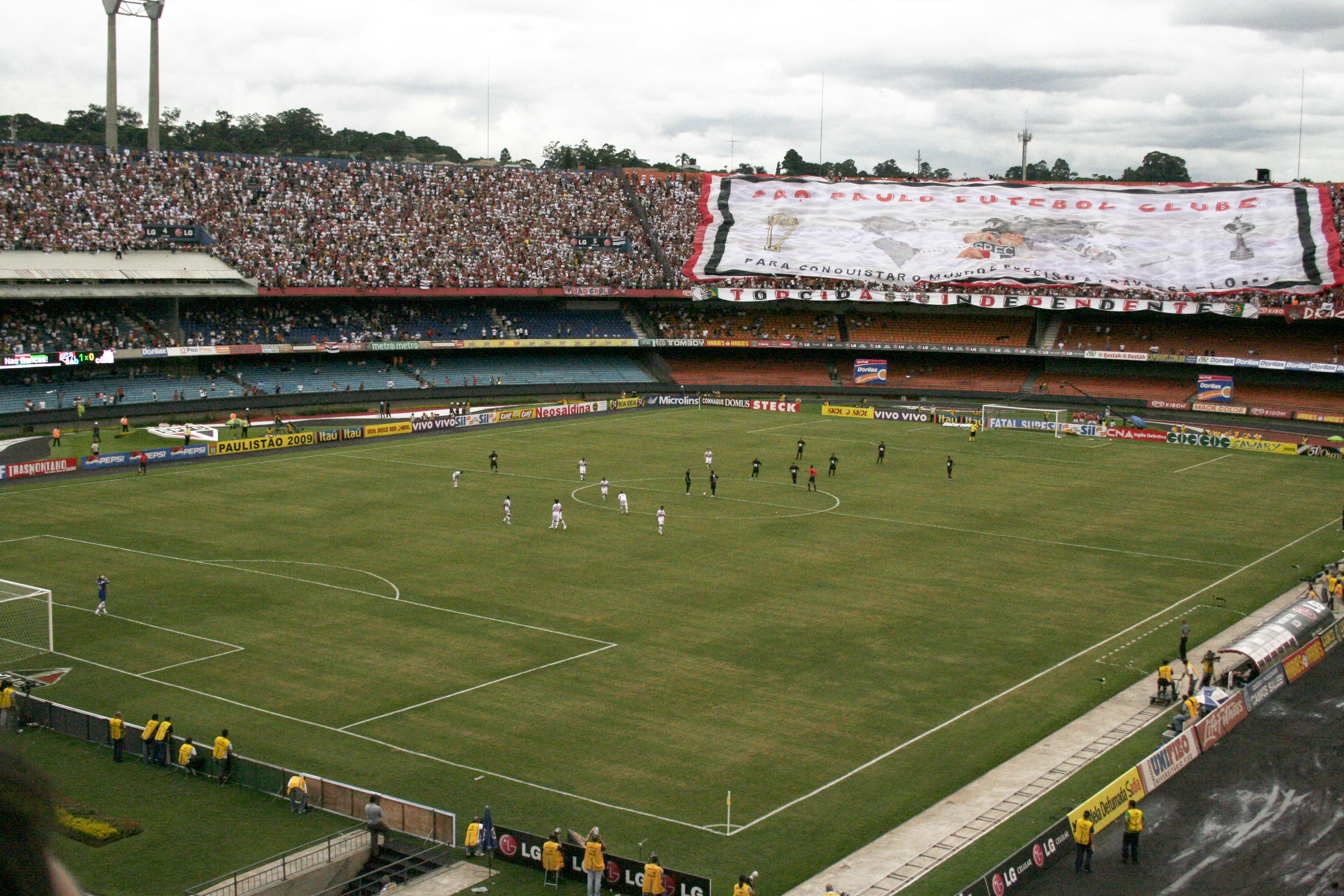
Majestoso no Morumbi em 2009

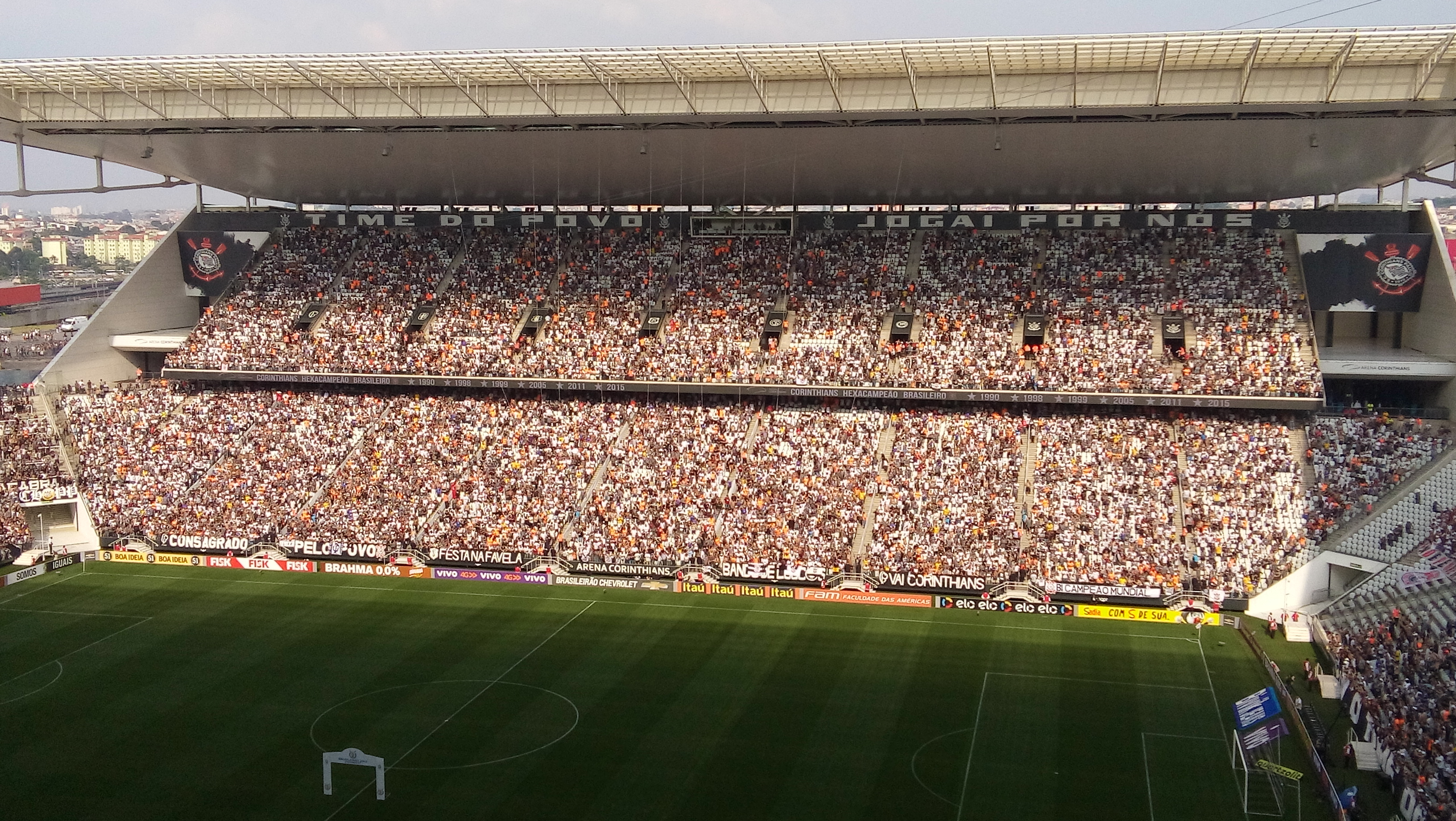
Majestoso na Arena Corinthians em 2015

- O primeiro clássico entre o então bicampeão paulista Corinthians e o recém-fundado São Paulo ocorreu em 25 de maio de 1930, no Parque São Jorge, jogo válido pelo Campeonato Paulista de 1930. O Corinthians ganhou por 2 a 1.
- O São Paulo chegou à última rodada do Paulista de 1931 disputando o título com Palmeiras e Santos. Enfrentaria o Corinthians, já eliminado, no Parque São Jorge, precisando vencer para ganhar seu primeiro título. Goleou por 4 a 1 e conquistou a primeira taça de sua história em 10 de janeiro de 1932.
- Em 1933, São Paulo e Corinthians fizeram um jogo válido pelo Campeonato Paulista e pelo Torneio Rio-São Paulo, na Chácara da Floresta, e o Tricolor venceu por 6 a 1, registrando a maior goleada da história do clássico, que seria igualada pelo Alvinegro em 2015.
- Foi confusa a decisão do Campeonato Paulista de Futebol de 1938. Disputado em pontos corridos, teve na última rodada, marcada para 23 de abril de 1939, um confronto entre o Timão e o Tricolor. O Coringa jogava por um empate, enquanto o Sampa precisava vencer para obrigar um jogo-desempate. Com apenas dois minutos decorridos no Parque São Jorge, Mendes abre 1 a 0 para o Tricolor. Porém, a chuva interrompeu o jogo aos 21 minutos. Dois dias depois, em 25 de abril, no complemento da partida, o Corinthians empatou com Carlito, com um gol até hoje questionado se foi ou não de mão. O empate deu o título ao alvinegro.
- Na partida realizada em 24 de maio de 1942, 71 281 pessoas compareceram ao estádio do Pacaembu, batendo seu recorde de público, e presenciaram a estreia de Leônidas da Silva pelo São Paulo. O jogo terminou em um 3 a 3. Leônidas, melhor atacante brasileiro de sua época e estrela da noite, ironicamente, não fez nenhum dos seis gols.
- Em 1 de janeiro de 1946, o São Paulo goleou o Corinthians por 5 a 1, pela Taça Cidade de São Paulo. Um ano depois, em 16 de maio de 1947, pelo mesmo torneio, o Corinthians goleou o São Paulo pelo mesmo placar, 5 a 1.
- Final do Campeonato Paulista de Futebol de 1957. O Corinthians liderava o campeonato e havia sido alcançado pelo São Paulo uma semana antes, depois de uma inesperada derrota para o Santos. Às três e meia da tarde, o São Paulo entrou no gramado do Pacaembu com Poy, De Sordi e Mauro Ramos de Oliveira; Sarará, Vítor e Riberto; Maurinho, Amauri, Gino Orlando, Zizinho e Canhoteiro. O Corinthians veio com Gilmar, Olavo e Oreco; Idário, Valmir e Benedito; Cláudio, Luisinho, Índio, Rafael e Zague. Aos cinco minutos, Gino e Luizinho se estranharam (já haviam brigado no clássico do primeiro turno). O jogo foi equilibrado, e o primeiro tempo terminou sem gols. Na etapa final, o Corinthians veio com tudo para cima do São Paulo. Mas, aos dezessete minutos, o Tricolor abriu o placar, com Amauri. Logo em seguida, Canhoteiro ampliou: 2 a 0. Mas o Corinthians reagiu e descontou, com Rafael. Três gols em apenas cinco minutos. Veio o terceiro gol tricolor, com Maurinho, que entrou com bola e tudo no gol de Gilmar. Gilmar saiu correndo atrás do ponta do São Paulo. O jogo ficou parado por dez minutos. Ao final do jogo, a Fiel começou a arremessar garrafas no gramado. Esse Majestoso ficou conhecido como "Tarde das Garrafadas".
- No dia 4 de Dezembro de 1966, o São Paulo venceu o Corinthians de forma heróica com três jogadores a menos no Pacaembu. Bene e Padro marcaram para o Tricolor e abriram o placar, mas Rivelino marcou para o Timão com o árbitro Armando Marques validando o gol que foi ilegal pois a bola chutada pelo jogador corinthiano passou pelo lado de fora da rede. Os jogadores do Tricolor reclamaram e dois deles foram expulsos com a situação piorando posteriormente, pois Prado autor de um dos gols saiu do jogo machucado deixando o São Paulo com 8 jogadores em campo e restando 18 minutos para o fim da partida. Tricolor segurou o placar de 2 a 1 e venceu o Majestoso pelo Campeonato Paulista de 1966.
- O São Paulo, liderado por Pedro Rocha, eliminou o Corinthians na fase semifinal do Campeonato Paulista de 1975 com uma vitória por 2 a 1, dois gols de Serginho, em 10 de agosto. Na final, o São Paulo foi campeão sobre a Portuguesa.
- Em 7 de março de 1976 , o clássico terminou com vitória corintiana por 3 a 2, dando início a um tabu que terminaria apenas em 13 de julho de 1980, quando o Tricolor venceu o Corinthians por 2 a 1. Foram quatro anos e três meses sem derrotas do Timão no Majestoso, maior tempo de invencibilidade do Corinthians no clássico, com nove vitórias corintianas e quatro empates, totalizando treze partidas sem derrotas.
- No Campeonato Paulista de 1977, o Corinthians estava no mesmo grupo que o Tricolor do Morumbi na semifinal. Em 2 de outubro, o Corinthians eliminou o São Paulo com um 2 a 1, e acabaria campeão, dando fim a 23 anos de fila.
- Em 12 de dezembro de 1982, o time da Democracia Corintiana iria enfrentar o Tricolor, então bicampeão paulista, na finalíssima, após ter vencido a primeira final por 1 a 0. Jogando pelo empate, o Corinthians de Wladimir, Sócrates e Zenon, empatou por 0 a 0 no primeiro tempo com o Tricolor de Oscar e Serginho Chulapa, mas Biro-Biro abriu o placar e marcou o segundo gol alvinegro após o empate de Darío Pereyra; Casagrande determinou os 3 a 1 que valeram a taça ao Corinthians, impedindo o que seria o primeiro tricampeonato da história do São Paulo. Esse ano também foi um marco na história do Majestoso: até então, tinha havido poucas decisões, o que deixava o Majestoso com uma rivalidade menor que a do Choque Rei e a do Derby Paulista. Após essa final, São Paulo e Corinthians passaram a dominar o futebol paulista, aumentando em muito a rivalidade e tensão no clássico.
- No Campeonato Paulista de 1983, Corinthians e São Paulo se enfrentaram pela decisão do título do segundo turno e o Tricolor venceu o Timão por 3 a 2 , garantindo presença na final do campeonato contra o mesmo rival. Na decisão entre tricolor e alvinegro, após uma vitória por 1 a 0 na primeira final, em 11 de dezembro, o Corinthians jogava pelo empate em 14 de dezembro. A Democracia Corintiana levou o 0 a 0 até os 46 do segundo tempo, quando Sócrates abriu o placar. O tricolor ainda empataria aos 48 minutos, mas o título já estava ganho. O Corinthians passava a ser o maior ganhador do Campeonato Paulista de Futebol, com dezenove taças, contra dezoito do Palmeiras.
- No Campeonato Paulista de 1987, o tricolor eliminou o Palmeiras numa semifinal enquanto o Corinthians eliminou o Santos, que tinha a melhor campanha do campeonato, na outra. Na primeira final, em 26 de agosto, vitória são-paulina por 2 a 1. Em 30 de agosto um empate em 0 a 0 garantiu a taça para o São Paulo.
- No Campeonato Paulista de 1988, um dos dois quadrangulares que definiriam os finalistas teve um disputa acirrada entre os dois clubes pela vaga na final. Na primeira rodada, no Pacaembu, empate por 2 a 2; na antepenúltima, no Morumbi, outro empate, desta vez por 1 a 1, num jogo tumultuado, em que o Corinthians conseguiu o gol de igualdade por intermédio de Biro-Biro, em posição irregular. Na última rodada, o Palmeiras ajudou o Corinthians ao derrotar o São Paulo por 1 a 0 e o time do Parque São Jorge foi à final, conquistando o título contra o Guarani.
- Em 16 de dezembro de 1990, segundo jogo da decisão do Campeonato Brasileiro de 1990, entre Corinthians e São Paulo. No primeiro jogo, em 13 de dezembro, Wilson Mano, de joelho, fizera o tento que invertera a vantagem são-paulina, dando ao Corinthians o direito de jogar pelo empate. Aos nove minutos do segundo tempo, Tupãzinho marcou o gol que daria ao Corinthians seu primeiro título brasileiro.
- No Campeonato Paulista de 1991, o Tricolor venceu a primeira final contra o Corinthians por 3 a 0, com três gols de Raí. O empate por 0 a 0 no segundo jogo garantiu o título tricolor.
- Em 23 de janeiro de 1992 São Paulo e Corinthians se enfrentaram com suas equipes sub-21 pela semifinal da Copa São Paulo de Futebol Junior. Tal jogo não conta nas estatísticas de jogos das equipes principais, porém entra para história não só do clássico, como também, do Futebol Brasileiro, por nele ter ocorrido o primeiro caso de assassinato de um torcedor por uma torcida adversária no Brasil. No Estádio Nicolau Alayon, uma bomba caseira, provavelmente vinda da torcida são-paulina, atingiu a cabeça do corintiano Rodrigo de Gasperi de 13 anos de idade, provocando múltiplos traumatismos cranianos e lesão cerebral. O garoto morreu seis dias depois. A FPF editou uma proibição, que se mantém até hoje, da entrada de mastros de bandeiras, instrumentos musicais e fogos de artifícios em estádios no estado de São Paulo. O São Paulo Júnior ganhou por 1 a 0 do Corinthians e foi para a final.
- Na fase de grupos semifinal do Campeonato Paulista de 1993, o Alvinegro venceu o Tricolor pelo placar de 1 a 0, o resultado praticamente eliminou o São Paulo da final, acabando com o sonho do inédito tricampeonato. Neto em posição duvidosa marcou o gol Corinthiano no Majestoso. Na rodada seguinte, a última, uma vitória do Timão sobre o Novorizontino sacramentou a classificação do alvinegro para a final.
- Em 1994 ocorreu o primeiro Majestoso válido por um torneio internacional oficial: a Copa Conmebol. O São Paulo ganhou o primeiro clássico, realizado em 2 de dezembro, por 4 a 3. O segundo, em 9 de dezembro, terminou com 3 a 2 para o alvinegro. Nos pênaltis, o time de reservas e juniores do São Paulo, entre eles Rogério Ceni, aos 21 anos, Denílson, aos 17, Juninho Paulista, aos 21, e Fabiano, aos 16 anos, com média de idade de 20,6 anos, eliminou o Corinthians de Ronaldo, Casagrande, Wilson Mano e Marcelinho Carioca por 5 a 4. O tricolor acabou campeão.
- Em 10 de março de 1996, o alvinegro goleou por 5 a 0, com três gols de Edmundo, no Estádio Santa Cruz, em Ribeirão Preto. O jogo foi válido pelo Campeonato Paulista de 1996. Aquela foi a maior vitória corintiana no Majestoso até 2015.
- Na última rodada do quadrangular final do Campeonato Paulista de 1997, o Corinthians jogou com a vantagem do empate diante do São Paulo, que precisava vencer para levar a taça. Com a presença do imperador japonês Akihito no Morumbi, o time do São Paulo pressionou, mas foi o ex-são-paulino André, do Corinthians que marcou 1 a 0. No segundo tempo, Fábio Aurélio empatou, mas o Corinthians segurou o 1 a 1 e levantou o caneco, ultrapassando o Palmeiras novamente em número de taças estaduais, com 22 títulos.
- No Campeonato Brasileiro de 1997, tricolor e alvinegro faziam péssimas campanhas. Haveria então um clássico no Pacaembu em 31 de agosto. Dodô marcou o gol da vitória são-paulina por 1 a 0, livrando o São Paulo do risco de cair e afundando o Corinthians, que só se livraria da degola na última rodada, diante do Goiás.
- Na final do Campeonato Paulista de 1998, o fato mais relevante foi o retorno de Raí. O Corinthians vencera por 2 a 1 o primeiro jogo da final. Porém o tricolor venceu o segundo por 3 a 1, com um gol de Raí na única partida que disputou naquele torneio.
- Em 1999, o Corinthians eliminou o São Paulo nas semifinais do Campeonato Paulista de 1999 e do Campeonato Brasileiro de 1999. No Paulista, o São Paulo tinha a melhor campanha da competição, mas na primeira semifinal, ocorrida em 6 de junho, perdeu para o Corinthians por 4 a 0, bastando um empate por 1 a 1 no jogo seguinte para a classificação corintiana às finais, nas quais foi campeão.
- Novo encontro nas semifinais do Campeonato Brasileiro de 1999. Disputada em melhor de três jogos, com vantagem de três empates para o Corinthians. Na primeira semifinal, vitória do alvinegro por 3 a 2. O jogo ficou marcado pelo fato de o goleiro Dida ter defendido dois pênaltis batidos por Raí. Na semifinal seguinte, em 5 de dezembro, o elenco corintiano conseguiu uma vitória por 2 a 1 e se classificou para a final, onde seria tricampeão brasileiro.
- Em 2000 o São Paulo eliminou o Corinthians nas semifinais do Campeonato Paulista de 2000 com duas vitórias (2 a 1 e 2 a 0) e acabou campeão.
- Em 2002 o Corinthians eliminou o São Paulo nas semifinais da Copa do Brasil. Em 24 de abril, primeira semifinal, com vitória alvinegra por 2 a 0. Em 1 de maio, a vitória por 2 a 1 são-paulina foi insuficiente, e o Corinthians eliminou o tricolor e acabaria campeão. Quatro dias depois, em 5 de maio, a primeira final do Torneio Rio-São Paulo, com nova vitória corintiana por 3 a 2; em 12 de maio, um empate em 1 a 1 garantiu mais uma taça corintiana em cima do rival.
- Na final do Campeonato Paulista de 2003, mais duas vitórias corintianas por 3 a 2, em 16 de março e 22 de março.
- No Majestoso válido pelo Campeonato Brasileiro de 2003, ocorrido em 15 de junho, o Corinthians abriu 1 a 0, mas o tricolor do Morumbi virou para 2 a 1, dando início a maior invencibilidade da história do Majestoso. Nesse período o São Paulo ficou quatro anos e seis meses sem perder para Corinthians, com nove vitórias e cinco empates, totalizando quatorze jogos de invencibilidade. A série foi encerrada em 7 de outubro de 2007 com uma vitória Corinthiana por 1 a 0.
- O Corinthians foi o campeão do Campeonato Brasileiro de 2005, mas, ao enfrentar o São Paulo, que, logo a seguir, se sagraria tricampeão da Copa Libertadores da América, no Pacaembu em 8 de maio, perdeu por 5 a 1.
- No returno do Campeonato Brasileiro de 2005, vitória são-paulina por 3 a 2. Porém houve a descoberta do envolvimento do árbitro Edílson Pereira de Carvalho num esquema de apostas nos jogos que apitava, conhecido como máfia do apito. O STJD cancelou todos os jogos que haviam sido apitados por Edílson. O jogo foi remarcado e, ainda assim, o Corinthians não conseguiu quebrar o tabu. O novo jogo terminou em 1 a 1, favorecendo o Corinthians na conquista do título.
- No Campeonato Brasileiro de 2007, o Corinthians pôs fim ao tabu, vencendo o São Paulo por 1 a 0, com gol de cabeça de Betão. Apesar disso, o São Paulo foi campeão e o Corinthians, rebaixado.
- No Campeonato Paulista de 2009, o Corinthians eliminou o São Paulo nas semifinais, com duas vitórias (2 a 1 e 2 a 0).
- No Campeonato Paulista de 2011, Rogério Ceni marcou o centésimo gol de sua carreira: num clássico contra o Corinthians, o goleiro marcou, de falta. De quebra, o Tricolor voltou a vencer o Alvinegro, após quatro anos e um mês, ou onze partidas de invencibilidade.
- Três meses depois, pelo Campeonato Brasileiro de 2011, o Corinthians recebeu o São Paulo no Pacaembu e, após um empate sem gols no primeiro tempo, venceu por 5 a 0.
- Na última rodada do Campeonato Brasileiro de 2012, o confronto entre as duas equipes não valia nada em termos de classificação, e ainda por cima o São Paulo preparava-se para a final da Copa Sul-Americana e o Corinthians, para o Mundial de Clubes. O São Paulo colocou seu time reserva para enfrentar os titulares do Corinthians e, mesmo assim, saiu com a vitória, de virada, por 3 a 1, no Pacaembu.
- Em 2013, os rivais se encontraram seis vezes. No primeiro confronto, pelo Campeonato Paulista, vitória do Corinthians por 2 a 1, de virada[7] em pleno Morumbi, onde o São Paulo não perdia havia oito meses. Na semifinal da mesma competição, em jogo único, o Alvinegro eliminou o Tricolor nos pênaltis, após empate sem gols, novamente no Morumbi. Em julho, pela Recopa Sul-Americana, duas vitórias do Corinthians valeram-lhe o título: por 2 a 1, no Morumbi, no dia 3, e por 2 a 0, no Pacaembu, duas semanas depois.[8]. Já no Brasileiro, dois empates por 0 a 0.
- O São Paulo não vencia um clássico contra qualquer um dos seus três maiores rivais havia quinze meses, tendo sido a última vitória justamente contra o Timão, em dezembro de 2012. Com este incômodo e inédito tabu, o Tricolor visitou o Corinthians no Pacaembu, em 9 de março, pelo Paulistão 2014. O Alvinegro abriu o placar logo aos nove minutos de jogo, com um gol contra do zagueiro são-paulino Antônio Carlos, mas Paulo Henrique Ganso empatou ainda no primeiro tempo. O São Paulo virou no começo do segundo tempo, com Luís Fabiano, mas sofreu o empate em novo gol contra de Antônio Carlos. Rodrigo Caio, de cabeça, acabaria por dar a vitória ao São Paulo, 3 a 2, pondo fim ao jejum tricolor.
- Em 21 de setembro, foi realizado o primeiro Majestoso na Arena Corinthians. O Tricolor Paulista esteve à frente do placar por duas vezes, mas o Alvinegro virou a partida e venceu por 3 a 2, em partida pelo Campeonato Brasileiro.
- Em 18 de fevereiro de 2015, aconteceu o primeiro clássico entre os clubes pela Copa Libertadores. Jogando na Arena Corinthians, o Timão venceu por 2 a 0, gols de Elias e Jádson.[9]

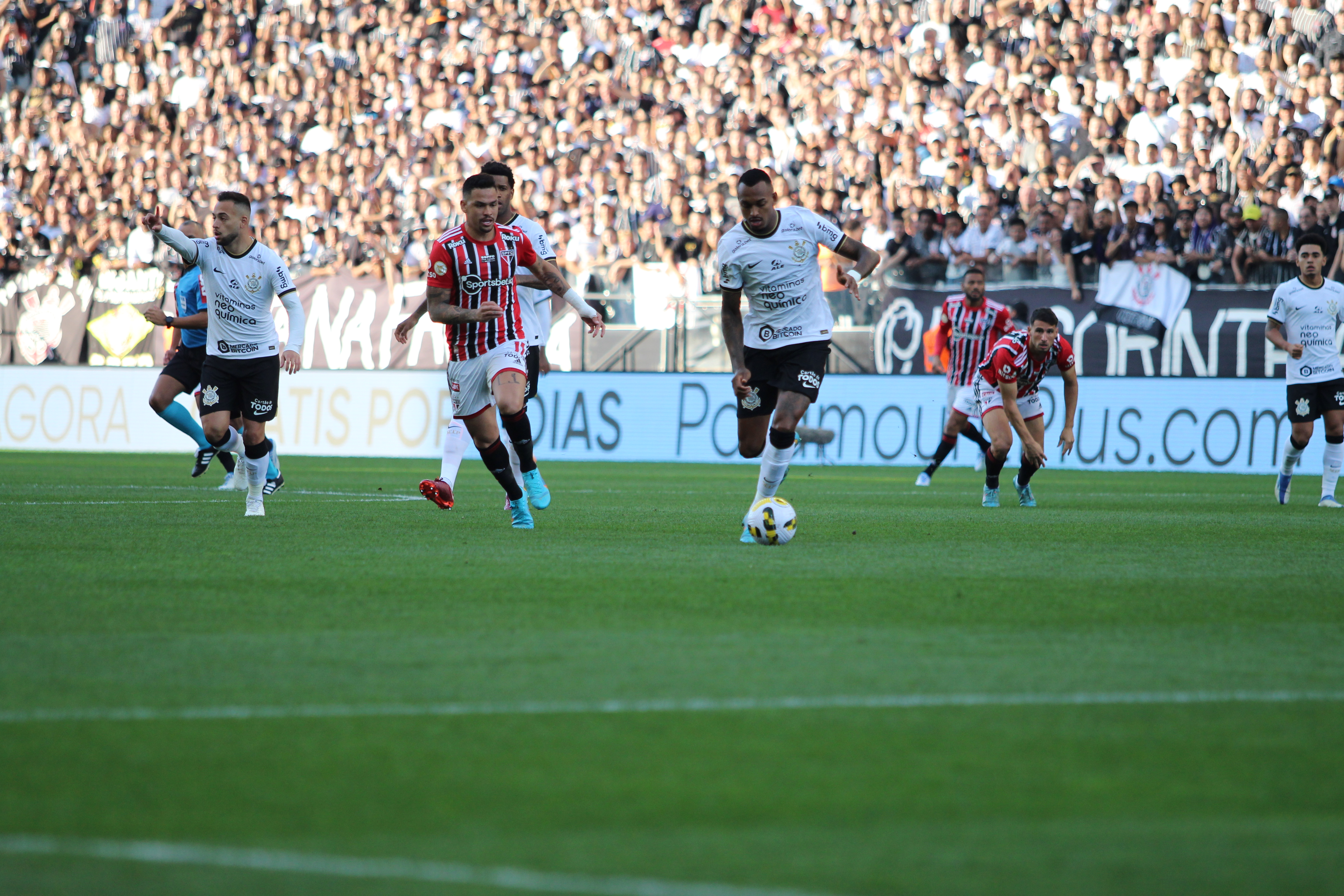
Corinthians e São Paulo jogando pelo Campeonato Brasileiro de 2022

- Em 22 de abril de 2015, o São Paulo venceu o Corinthians por 2 a 0 no jogo da volta da fase de grupos da Libertadores, com gols de Luis Fabiano e Michel Bastos. Com a vitória, o Tricolor quebrou a invencibilidade de 26 jogos do Corinthians e também um tabu de oito anos sem vencer o rival no Morumbi.[10][11]
- Em 22 de novembro, o já campeão Corinthians recebeu o São Paulo na Arena, e aplicou a maior goleada do clássico: 6 a 1, o mesmo resultado obtido a favor do São Paulo em 1933.[12]
- São Paulo e Corinthians se enfrentaram pela final do torneio amistoso Florida Cup de 2017, disputada em Orlando. Após um empate sem gols, o Tricolor venceu nos pênaltis. O goleiro Sidão defendeu duas cobranças. Foi a primeira vez que o Majestoso foi disputado fora do Brasil.[13]
- Assim como no ano anterior, os clubes se enfrentaram pela semifinal do Paulistão 2018. No primeiro jogo, no Morumbi, vitória do Tricolor por 1 x 0. Na volta, na Arena, vitória corintiana com um gol aos 47 do segundo tempo. Nos pênaltis, Cássio defendeu as cobranças de Diego Souza e Liziero, e desta forma o Corinthians avançou às finais da competição.[14] Pela primeira vez o Alvinegro reverteu a vantagem do São Paulo num jogo de mata-mata.
- No ano seguinte, os rivais enfrentaram-se pela final do Paulistão. Na primeira partida, no Morumbi, empate sem gols. Já na Arena, vitória do Timão por 2 a 1. Com isso, o Corinthians conquistou o tricampeonato estadual pela terceira vez e o trigésimo título paulista de sua história.[15]
- Em 27 de março de 2022, o São Paulo venceu o Corinthians por 2x1 e se classificou para a final do Paulistão, quebrando um tabu de quase 22 anos sem eliminar o rival em mata-matas, e mantendo um tabu de quase 5 anos sem perder para o Timão em sua casa.[16]
- Em 29 de janeiro de 2023, o Corinthians venceu o São Paulo por 2 a 1, no Estádio do Morumbi. Com o resultado, a equipe alvinegra quebrou um tabu de não derrotar o rival no Morumbi desde 2017. O jogador Adson marcou os gols corintianos, enquanto Luciano fez o gol da equipe tricolor. [17]
- No mesmo ano de 2023, São Paulo e Corinthians voltariam a se enfrentar pela semifinal da Copa do Brasil. Na primeira partida na Arena Corinthians, o Timão venceu o Tricolor por 2 a 1 com dois gols de Renato Augusto, Luciano marcou o gol do São Paulo.[18] Na partida de volta no Morumbi, o São Paulo venceu o Corinthians por 2 a 0, com gols de Wellington Rato e Lucas Moura. Com essa vitória, o São Paulo se classificou para a final da Copa do Brasil depois de 23 anos e acabou conquistando o título pela primeira vez ao derrotar o Flamengo pelo placar agregado de 2 a 1.[19]
- No dia 30 de janeiro de 2024 o São Paulo venceu o Corinthians por 2 a 1 em plena Neo Química Arena e quebrou o tabu que já durava nove anos, de nunca ter vencido na casa do rival. Os gols da partida foram marcados por Jonathan Calleri e Luiz Gustavo para o Tricolor e Arthur descontou para o Corinthians.[20]
- No segundo turno do Campeonato Brasileiro de 2024, o São Paulo venceu o Corinthians por 3 a 1 no estádio Mané Garrincha em Brasília, sendo que nessa partida saiu o milésimo gol da história do Majestoso com o gol mil marcado pelo zagueiro Arboleda do São Paulo. Lucas Moura, André Silva e Yuri Alberto marcaram os outros gols da partida.[21]
- No dia 26 de janeiro de 2025, São Paulo e Corinthians se enfrentaram no Morumbi pelo Campeonato Paulista com o Corinthians buscando sua décima primeira vitória seguida e alcançar sua maior sequência de vitórias no século XXI além de estar invicto desde outubro de 2024. No jogo que começou atrasado por causa das fortes chuvas que castigavam a capital paulista, o São Paulo se impôs no segundo tempo e acabou vencendo por 3 a 1 interrompendo assim a sequencia positiva do rival. Curiosamente, em 2001 o Corinthians também vinha de uma sequência de 10 vitórias seguidas e ao enfrentar o São Paulo naquele ano também perdeu de 3 a 1.[22]

## Informações históricas
- O Corinthians já foi onze vezes campeão em torneios que tiveram o São Paulo como vice: oito em Campeonatos Paulistas (1938, 1941, 1952,  1982, 1983, 1997, 2003 e 2019; uma no Campeonato Brasileiro (1990), uma no Torneio Rio-São Paulo (2002) e uma na Recopa Sul-Americana (2013). Destas, o Corinthians foi campeão em uma decisão direta contra o São Paulo nove vezes: nos Paulistões de 1938, 1982, 1983, 1997, 2003 e 2019; no Campeonato Brasileiro de 1990; no Rio-São Paulo de 2002 e na Recopa Sul-Americana de 2013. O Corinthians já eliminou o São Paulo por nove vezes em mata-matas: nas quartas de final da Taça São Paulo de 1962, nas semifinais dos Paulistas de 1999, 2009, 2013, 2017 e 2018; na semifinal do segundo turno do Paulista de 1977, na semifinal da Copa do Brasil de 2002 e na semifinal do Brasileiro de 1999.
- O São Paulo já foi oito vezes campeão de torneios em que o Corinthians terminou como vice, todas em Campeonatos Paulistas: (1931, 1943, 1945, 1946, 1987, 1991, 1998 e 2005). O São Paulo foi campeão em uma decisão direta contra o Corinthians em cinco oportunidades: 1931, 1957, 1987, 1991 e 1998. O São Paulo já eliminou o Corinthians por cinco vezes em mata-matas, nas semifinais do Campeonato Paulista de 1975, Campeonato Paulista de 2000, Campeonato Paulista de 2022, Copa do Brasil de 2023 e da Copa Conmebol de 1994.[23]

## Estatísticas do clássico
De 25 de maio de 1930 até 19 de julho de 2025.
| Estatística do Majestoso       |      |
| Número de jogos                | 364  |
| Vitórias do Corinthians        | 133  |
| Vitórias do São Paulo          | 115  |
| Empates                        | 116  |
| Número de gols                 | 1008 |
| Gols marcados pelo Corinthians | 513  |
| Gols marcados pelo São Paulo   | 495  |

### Último confronto
| 19 de julho de 2025 | São Paulo                 | 2 – 0 | Corinthians | MorumBIS, São Paulo                           |
| 21:00               | Luciano 32' · Luciano 35' |       |             | Público: - Árbitro: SP Anderson Daronco (CBF) |

## Confrontos internacionais
- 1956: Corinthians 2×0 São Paulo (Copa do Atlântico de Clubes)

O Corinthians classificou-se para uma final, contra o Boca Juniors, que não aconteceu. Esse torneio não foi finalizado. Não houve campeão.
- 1957: Corinthians 2×3 São Paulo (Torneio Internacional/Copa Morumbi)

O jogo foi válido pela primeira fase do torneio.
- 1975: São Paulo 2×2 Corinthians (1.ª Copa São Paulo)

Nos pênaltis, o Corinthians venceu por 4 a 3 o jogo válido pela final do torneio, também disputado por Peñarol-URU e San Lorenzo-ARG. Nas semifinais, o Corinthians vencera o San Lorenzo por 1 a 0, e o São Paulo vencera o Peñarol por 2 a 0.
Embora tenham se enfrentado outras vezes em competições internacionais, apenas a semifinal da Copa Conmebol 1994 e a final da Recopa Sul-Americana de 2013 foram válidas por um torneio oficial.
- 1994: São Paulo 4×3 Corinthians (Copa Conmebol)
- 1994: Corinthians 3×2 São Paulo (Copa Conmebol)

O São Paulo eliminou o Corinthians nos pênaltis por 5 a 4. O São Paulo foi o campeão desta Copa, derrotando o Peñarol.
- 2013: São Paulo 1×2 Corinthians (Recopa Sul-Americana)
- 2013: Corinthians 2×0 São Paulo (Recopa Sul-Americana)

O Corinthians sagrou-se campeão da Recopa 2013.
- 2015: Corinthians 2×0 São Paulo (Libertadores)
- 2015: São Paulo 2×0 Corinthians (Libertadores)

Em 2015, enfrentaram-se pela primeira vez na história pela Libertadores. Ambos classificaram-se em seu grupo para as oitavas de final.
- 2017: São Paulo 0×0 Corinthians (Florida Cup)

No confronto, válido pela final do torneio, o São Paulo sagrou-se campeão nos pênaltis, ao vencer por 4 a 3.

## Decisões diretas de títulos
Aqui são consideradas as partidas em que ambas as equipes entraram em campo ainda disputando o título, e uma se consagra campeã com o resultado final da mesma. Em uma ocasião (Campeonato Paulista de 1931), o jogo decisivo foi entre São Paulo e Corinthians, com vitória são-paulina por 4 a 1, mas o Corinthians já não tinha mais chances de título.
Campeonato Paulista
- 23/4/1939: Corinthians 1×1 São Paulo - Corinthians campeão de 1938 (1)
- 29/12/1957: São Paulo 3×1 Corinthians - São Paulo campeão de 1957 (2)
- 8/12/1982: Corinthians 1×0 São Paulo
- 12/12/1982: Corinthians 3×1 São Paulo - Corinthians campeão de 1982
- 11/12/1983: Corinthians 1×0 São Paulo
- 14/12/1983: Corinthians 1×1 São Paulo - Corinthians campeão de 1983
- 26/8/1987: São Paulo 2×1 Corinthians
- 30/8/1987: São Paulo 0×0 Corinthians - São Paulo campeão de 1987
- 8/12/1991: São Paulo 3×0 Corinthians
- 15/12/1991: São Paulo 0×0 Corinthians - São Paulo campeão de 1991
- 5/6/1997: Corinthians 1×1 São Paulo - Corinthians campeão 1997 (3)
- 3/5/1998: São Paulo 1×2 Corinthians
- 10/5/1998: São Paulo 3×1 Corinthians - São Paulo campeão de 1998
- 16/3/2003: Corinthians 3×2 São Paulo
- 22/3/2003: São Paulo 2×3 Corinthians - Corinthians campeão de 2003
- 14/4/2019: São Paulo 0×0 Corinthians
- 21/4/2019: Corinthians 2×1 São Paulo - Corinthians campeão de 2019

Observações
- (1) Em 1938, o jogo decisivo começou a ser disputado em 23 de abril de 1939, mas foi interrompido pela chuva. O resultado deu ao Corinthians o título de 1938, enquanto o São Paulo terminou em segundo lugar, dois pontos atrás do Corinthians.[26]
- (2) Em 1957, São Paulo (28 pontos), Corinthians (28) e Santos (27) chegaram à última rodada com chances de título. O Santos derrotou o Palmeiras por 4 a 1 no sábado, chegando aos 29 pontos, e ficou aguardando o resultado do Majestoso, no dia seguinte. O vencedor do clássico seria o campeão, e um empate forçaria a disputa de um "supercampeonato" entre os três clubes. A vitória são-paulina deu ao time de Zizinho e Poy seu oitavo título paulista.[27]
- (3) Em 1997, o campeonato foi decidido em um quadrangular em turno único, de que também participaram Santos e Palmeiras. Por coincidência, o último jogo foi entre São Paulo e Corinthians, que estavam empatados com seis pontos. Com o empate, o Corinthians foi o campeão, pois o primeiro critério de desempate era a melhor campanha na fase anterior.

Recopa Sul-Americana
- 3/7/2013: São Paulo 1×2 Corinthians
- 17/7/2013: Corinthians 2×0 São Paulo - Corinthians campeão de 2013

Campeonato Brasileiro
- 13/12/1990: Corinthians 1×0 São Paulo
- 16/12/1990: São Paulo 0×1 Corinthians - Corinthians campeão de 1990

Torneio Rio-São Paulo
- 5/5/2002: São Paulo 2×3 Corinthians
- 12/5/2002: Corinthians 1×1 São Paulo - Corinthians campeão de 2002

Torneio Início
- 14/5/1940: São Paulo 2×0 Corinthians - São Paulo campeão de 1940

Copa São Paulo de Futebol Júnior (**)
- 25/1/1993: São Paulo 4×3 Corinthians - São Paulo campeão de 1993
- 25/1/2004: Corinthians 2×0 São Paulo - Corinthians campeão de 2004
- 25/1/2025: São Paulo 3x2 Corinthians - São Paulo campeão de 2025

(*) Jogo interrompido em razão de fortes chuvas e concluído no dia 25 de abril de 1939.
(**) Jogos válidos por categoria de base, portanto não entram nos números do clássico.

## Copa Libertadores
Abaixo todas as partidas na Copa Libertadores, o nome do clube em negrito indica a vitória.
| # | Data                  | Rodada         | Rodada    | Estádio           | Mandante    | Visitante   | Resultado | Gols (M)                             | Gols (V) |
| - | --------------------- | -------------- | --------- | ----------------- | ----------- | ----------- | --------- | ------------------------------------ | -------- |
| 1 | 18/02/2015 22/04/2015 | Fase de grupos | 1ª rodada | Neo Química Arena | Corinthians | São Paulo   | 2 - 0     | Elias (11) Jadson (67)               | -        |
| 2 | 18/02/2015 22/04/2015 | Fase de grupos | 5ª rodada | Morumbi           | São Paulo   | Corinthians | 2 - 0     | Luís Fabiano (31) Michel Bastos (39) | -        |

## Maiores goleadas
São listadas as goleadas com diferença a partir de quatro gols ou mais.

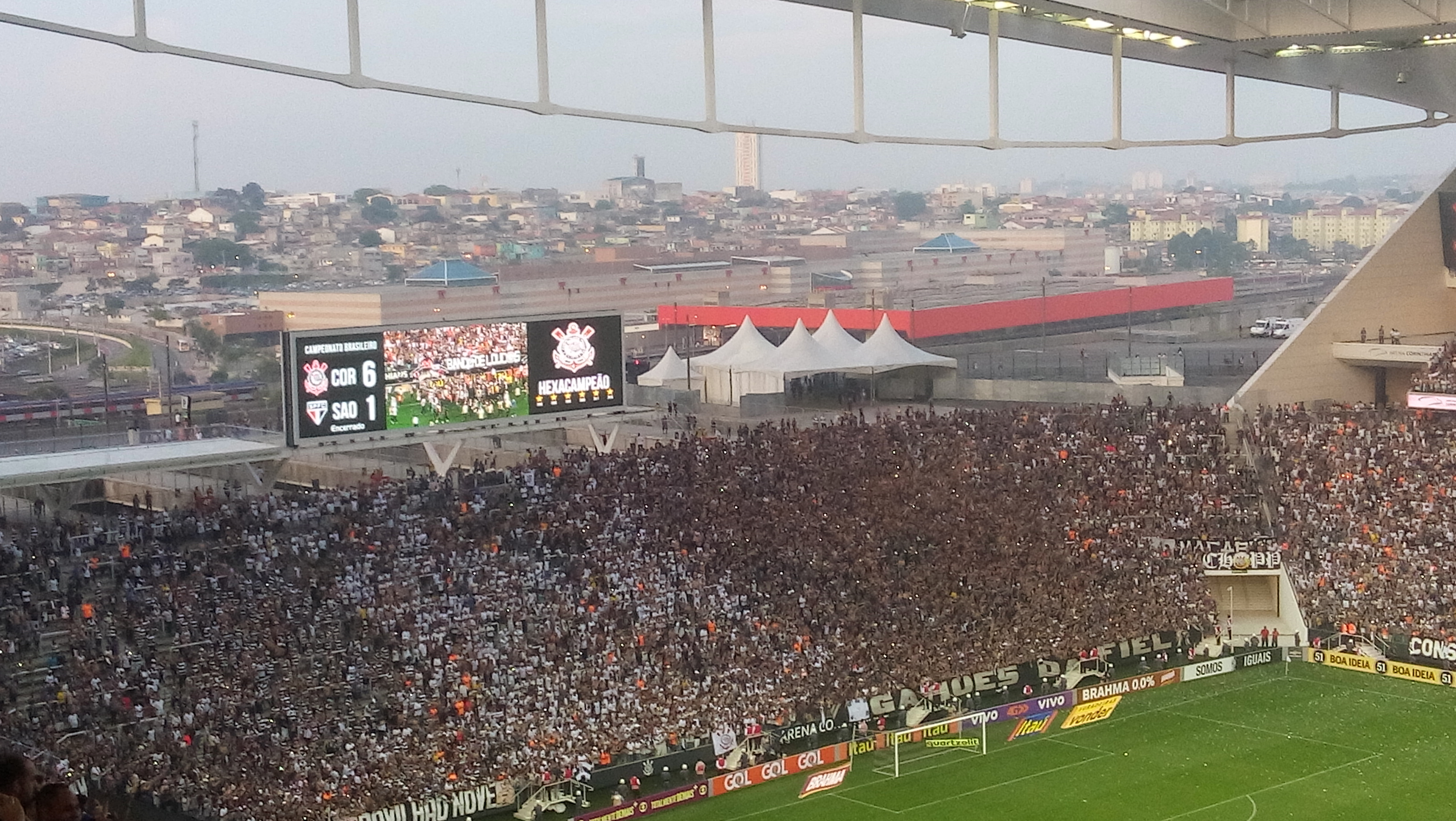
O Corinthians aplicou sua maior goleada (6 a 1) no São Paulo, em jogo realizado pelo Brasileirão 2015.

| Equipe vencedora | Placar | Data           | Ano  |
| ---------------- | ------ | -------------- | ---- |
| São Paulo        | 6×1    | 10 de setembro | 1933 |
| Corinthians      | 6×1    | 22 de novembro | 2015 |
| Corinthians      | 5×0    | 10 de março    | 1996 |
| Corinthians      | 5×0    | 26 de junho    | 2011 |
| São Paulo        | 5×1    | 1 de janeiro   | 1946 |
| Corinthians      | 5×1    | 16 de abril    | 1947 |
| Corinthians      | 5×1    | 3 de junho     | 1962 |
| São Paulo        | 5×1    | 8 de maio      | 2005 |
| São Paulo        | 4×0    | 15 de outubro  | 1944 |
| Corinthians      | 4×0    | 26 de agosto   | 1951 |
| São Paulo        | 4×0    | 5 de novembro  | 1959 |
| São Paulo        | 4×0    | 10 de agosto   | 1980 |
| Corinthians      | 4×0    | 6 de junho     | 1999 |
| São Paulo        | 4×0    | 5 de novembro  | 2016 |

## Confrontos
Seção em construção
| Data                    | Torneio      | Estádio              | Casa        | Placar | Visitante   | Gols (Casa)                                                                                         | Gols (Visitante)                                             |
| ----------------------- | ------------ | -------------------- | ----------- | ------ | ----------- | --------------------------------------------------------------------------------------------------- | ------------------------------------------------------------ |
| 28 de março de 2010     | Paulista     | Pacaembu             | Corinthians | 4-3    | São Paulo   | Elias 18', Danilo 34', Roberto Carlos 52', Alex Silva (contra) 45+1'                                | Jean 44', Rodrigo Souto 74', 83'                             |
| 22 de agosto de 2010    | Série A      | Pacaembu             | Corinthians | 3-0    | São Paulo   | Elias 21', 44', Jucilei 71'                                                                         |                                                              |
| 7 de novembro de 2010   | Série A      | Morumbi              | São Paulo   | 0-2    | Corinthians | | Elias 39', Dentinho 84'                                      |
| 27 de março de 2011     | Paulista     | Arena Barueri        | São Paulo   | 2-1    | Corinthians | Dagoberto 39', Rogério Ceni 53'                                                                     | Dentinho 67'                                                 |
| 26 de junho de 2011     | Série A      | Pacaembu             | Corinthians | 5-0    | São Paulo   | Danilo 45', Liedson 53', 60', 79', Jorge Henrique 82'                                               |                                                              |
| 21 de setembro de 2011  | Série A      | Morumbi              | São Paulo   | 0-0    | Corinthians | |                                                              |
| 12 de fevereiro de 2012 | Paulista     | Pacaembu             | Corinthians | 1-0    | São Paulo   | Danilo 21'                                                                                          |                                                              |
| 26 de agosto de 2012    | Série A      | Pacaembu             | Corinthians | 1-2    | São Paulo   | Emerson 5'                                                                                          | Luis Fabiano 23', 61'                                        |
| 2 de dezembro de 2012   | Série A      | Pacaembu             | São Paulo   | 3-1    | Corinthians | Douglas 14', Maicon 23', 67'                                                                        | Paolo Guerrero 12'                                           |
| 31 de março de 2013     | Paulista     | Morumbi              | São Paulo   | 1-2    | Corinthians | Jadson 4'                                                                                           | Danilo 41', Alexandre Pato 82'                               |
| 5 de maio de 2013       | Paulista     | Morumbi              | São Paulo   | 0-0    | Corinthians | |                                                              |
| 3 de julho de 2013      | Recopa       | Morumbi              | São Paulo   | 1-2    | Corinthians | Aloísio 45'                                                                                         | Paolo Guerrero 28', Renato Augusto 75'                       |
| 17 de julho de 2013     | Recopa       | Pacaembu             | Corinthians | 2-0    | São Paulo   | Romarinho 35', Danilo 68'                                                                           |                                                              |
| 28 de julho de 2013     | Série A      | Pacaembu             | Corinthians | 0-0    | São Paulo   | |                                                              |
| 13 de outubro de 2013   | Série A      | Morumbi              | São Paulo   | 0-0    | Corinthians | |                                                              |
| 9 de março de 2014      | Paulista     | Pacaembu             | Corinthians | 2-3    | São Paulo   | Antônio Carlos (contra 2x) 9', 59'                                                                  | Paulo Henrique Ganso 38', Luis Fabiano 54', Rodrigo Caio 79' |
| 11 de maio de 2014      | Série A      | Arena Barueri        | São Paulo   | 1-1    | Corinthians | Luis Fabiano 80'                                                                                    | Fágner 48'                                                   |
| 21 de setembro de 2014  | Série A      | Arena Corinthians    | Corinthians | 3-2    | São Paulo   | Fábio Santos 35', 65', Paolo Guerrero 74'                                                           | Souza 5', Edson Silva 45'                                    |
| 18 de fevereiro de 2015 | Libertadores | Arena Corinthians    | Corinthians | 2-0    | São Paulo   | Elias 11', Jadson 67'                                                                               |                                                              |
| 8 de março de 2015      | Paulista     | Morumbi              | São Paulo   | 0-1    | Corinthians | | Danilo 11'                                                   |
| 22 de abril de 2015     | Libertadores | Morumbi              | São Paulo   | 2-0    | Corinthians | Luis Fabiano 31', Michel Bastos 39'                                                                 |                                                              |
| 9 de agosto de 2015     | Série A      | Morumbi              | São Paulo   | 1-1    | Corinthians | Luis Fabiano 47'                                                                                    | Luciano 21'                                                  |
| 22 de novembro de 2015  | Série A      | Arena Corinthians    | Corinthians | 6-1    | São Paulo   | Bruno Henrique 26', Ángel Romero 28', Edu Dracena 45', Lucca 60', Hudson (contra) 63', Cristian 75' | Carlinhos 69'                                                |
| 14 de fevereiro de 2016 | Paulista     | Arena Corinthians    | Corinthians | 2-0    | São Paulo   | Lucca 23', Yago 85'                                                                                 |                                                              |
| 17 de julho de 2016     | Série A      | Arena Corinthians    | Corinthians | 1-1    | São Paulo   | Bruno Henrique 21'                                                                                  | Christian Cueva 15'                                          |
| 5 de novembro de 2016   | Série A      | Morumbi              | São Paulo   | 4-0    | Corinthians | Christian Cueva 13', David Neres 60', Andrés Chávez 66', Luiz Araújo 45+2'                          |                                                              |
| 21 de janeiro de 2017   | Florida Cup  | Bright House Stadium | Corinthians | 0-0    | São Paulo   | |                                                              |
| 26 de março de 2017     | Paulista     | Morumbi              | São Paulo   | 1-1    | Corinthians | Maicon 50'                                                                                          | Jô 64'                                                       |
| 16 de abril de 2017     | Paulista     | Morumbi              | São Paulo   | 0-2    | Corinthians | | Jô 20', Rodriguinho 45+3'                                    |
| 23 de abril de 2017     | Paulista     | Arena Corinthians    | Corinthians | 1-1    | São Paulo   | Jô 45+2'                                                                                            | Lucas Pratto 84'                                             |
| 11 de junho de 2017     | Série A      | Arena Corinthians    | Corinthians | 3-2    | São Paulo   | Ángel Romero 7', Gabriel 41', Jadson 63'                                                            | Gilberto 18', Wellington Nem 84'                             |
| 24 de setembro de 2017  | Série A      | Morumbi              | São Paulo   | 1-1    | Corinthians | Petros 28'                                                                                          | Clayson 78'                                                  |
| 27 de janeiro de 2018   | Paulista     | Pacaembu             | Corinthians | 2-1    | São Paulo   | Jadson 2', Fábian Balbuena 33'                                                                      | Brenner 26'                                                  |
| 25 de março de 2018     | Paulista     | Morumbi              | São Paulo   | 1-0    | Corinthians | Nenê 45+3'                                                                                          |                                                              |
| 28 de março de 2018     | Paulista     | Arena Corinthians    | Corinthians | 1-0    | São Paulo   | Rodriguinho 90+3'                                                                                   |                                                              |
| 21 de julho de 2018     | Série A      | Morumbi              | São Paulo   | 3-1    | Corinthians | Anderson Martins 56', Reinaldo 70', 82'                                                             | Jonathas 90+1'                                               |
| 10 de novembro de 2018  | Série A      | Arena Corinthians    | Corinthians | 1-1    | São Paulo   | Ralf 72'                                                                                            | Brenner 81'                                                  |
| 17 de fevereiro de 2019 | Paulista     | Arena Corinthians    | Corinthians | 2-1    | São Paulo   | Manoel 43', Gustavo 73'                                                                             | Pablo 57'                                                    |
| 14 de abril de 2019     | Paulista     | Morumbi              | São Paulo   | 0-0    | Corinthians | |                                                              |
| 21 de abril de 2019     | Paulista     | Arena Corinthians    | Corinthians | 2-1    | São Paulo   | Danilo Avelar 31', Vágner Love 89'                                                                  | Antony 45+3'                                                 |
| 26 de maio de 2019      | Série A      | Arena Corinthians    | Corinthians | 1-0    | São Paulo   | Pedrinho 7'                                                                                         |                                                              |
| 13 de outubro de 2019   | Série A      | Morumbi              | São Paulo   | 1-0    | Corinthians | Reinaldo 66'                                                                                        |                                                              |

| Data                    | Torneio        | Estádio           | Casa        | Placar | Visitante   | Gols (Casa)                                           | Gols (Visitante)                       |
| ----------------------- | -------------- | ----------------- | ----------- | ------ | ----------- | ----------------------------------------------------- | -------------------------------------- |
| 15 de fevereiro de 2020 | Paulista       | Morumbi           | São Paulo   | 0-0    | Corinthians |                                                       |                                        |
| 30 de agosto de 2020    | Série A        | Morumbi           | São Paulo   | 2-1    | Corinthians | Hernanes 14', Brenner 90+2'                           | Ramiro 36'                             |
| 13 de dezembro de 2020  | Série A        | Arena Corinthians | Corinthians | 1-0    | São Paulo   | Romulo Otero 25'                                      |                                        |
| 2 de maio de 2021       | Paulista       | Arena Corinthians | Corinthians | 2-2    | São Paulo   | Luan 41', Gustavo Mosquito 85'                        | Miranda 15', Luciano 90+6'             |
| 30 de junho de 2021     | Série A        | Arena Corinthians | Corinthians | 0-0    | São Paulo   |                                                       |                                        |
| 18 de outubro de 2021   | Série A        | Morumbi           | São Paulo   | 1-0    | Corinthians | Jonathan Calleri 7'                                   |                                        |
| 5 de março de 2022      | Paulista       | Morumbi           | São Paulo   | 1-0    | Corinthians | Jonathan Calleri 1'                                   |                                        |
| 27 de março de 2022     | Paulista       | Morumbi           | São Paulo   | 2-1    | Corinthians | Welington 42', Alisson 63'                            | Jô 86'                                 |
| 22 de maio de 2022      | Série A        | Neo Química Arena | Corinthians | 1-1    | São Paulo   | Adson 80'                                             | Jonathan Calleri 45+6'                 |
| 11 de setembro de 2022  | Série A        | Morumbi           | São Paulo   | 1-1    | Corinthians | Éder 33'                                              | Yuri Alberto 14'                       |
| 29 de janeiro de 2023   | Paulista       | Morumbi           | São Paulo   | 1-2    | Corinthians | Luciano 78'                                           | Adson 18', 34'                         |
| 14 de maio de 2023      | Série A        | Neo Química Arena | Corinthians | 1-1    | São Paulo   | Róger Guedes 45+5'                                    | Michel Araújo 15'                      |
| 25 de julho de 2023     | Copa do Brasil | Neo Química Arena | Corinthians | 2-1    | São Paulo   | Renato Augusto 48', 81'                               | Luciano 55'                            |
| 16 de agosto de 2023    | Copa do Brasil | Morumbi           | São Paulo   | 2-0    | Corinthians | Wellington Rato 13', Lucas Moura 32'                  |                                        |
| 30 de setembro de 2023  | Série A        | Morumbi           | São Paulo   | 2-1    | Corinthians | Jonathan Calleri 40', 45+2'                           | Ángel Romero 3'                        |
| 30 de janeiro de 2024   | Paulista       | Neo Química Arena | Corinthians | 1-2    | São Paulo   | Arthur Sousa 90+1'                                    | Jonathan Calleri 20', Luiz Gustavo 51' |
| 16 de junho de 2024     | Série A        | Neo Química Arena | Corinthians | 2-2    | São Paulo   | Igor Coronado 32' Gustavo Mosquito 45+4'              | Lucas Moura 5' Cacá (contra) 42'       |
| 29 de setembro de 2024  | Série A        | Mané Garrincha    | São Paulo   | 3-1    | Corinthians | Lucas Moura 45+8' Robert Arboleda 75' André Silva 88' | Yuri Alberto 83'                       |
| 26 de janeiro de 2025   | Paulista       | MorumBIS          | São Paulo   | 3-1    | Corinthians | Lucas Moura 49', 63' Oscar 56'                        | José Martínez 62'                      |
| 19 de julho de 2025     | Série A        | MorumBIS          | São Paulo   | 2-0    | Corinthians | Luciano 32', 35'                                      |                                        |

## Maiores artilheiros
O corintiano Teleco lidera a lista de maiores artilheiros deste clássico, com 27 gols, seguido pelos também corintianos Baltazar e Cláudio, estes com 21 gols. O maior artilheiro são-paulino é Serginho Chulapa, com 18 gols.

## Maiores públicos
- Exceto os jogos onde constam as informações dos públicos presente e pagante, os outros referem-se aos pagantes. Todos os jogos foram realizados no Estádio do Morumbi.

1. 119 858, São Paulo 3×2 Corinthians, em 5 de dezembro de 1982 (117 061 pagantes)
2. 118 658, São Paulo 0×0 Corinthians, em 30 de agosto de 1987 (109 464pagantes)[29]
3. 110 066, Corinthians 2×1 São Paulo, em 2 de outubro de 1977 (105 435 pagantes)
4. 106 142, São Paulo 0×0 Corinthians, em 15 de dezembro de 1991
5. 102 821, Corinthians 0×3 São Paulo, em 8 de dezembro de 1991
6. 100 858, São Paulo 0×1 Corinthians, em 16 de dezembro de 1990 (100 116 pagantes)
7. 96 532, Corinthians 3×3 São Paulo, em 9 de agosto de 1987
8. 95 493, Corinthians 1×2 São Paulo, em 26 de agosto de 1987
9. 90 182, São Paulo 1×1 Corinthians, em 14 de dezembro de 1983 (88 085 pagantes)
10. 86 538, São Paulo 2×0 Corinthians, em 23 de maio de 1993

Por décadas
- 1971/1980: 1.
- 1981/1990: 6.
- 1991/2000: 3.

Na Era Pacaembu (1940-1970)
- Relacionados apenas jogos até 1970.

1. 70 281, Corinthians 3×3 São Paulo, em 24 de maio de 1942 (63 281 pagantes)
2. 64 233, São Paulo 1×1 Corinthians, em 20 de outubro de 1956
3. 59 939, São Paulo 1×2 Corinthians, em 2 de maio de 1943
4. 56 918, Corinthians 2×3 São Paulo, em 8 de março de 1944
5. 54 636, São Paulo 2×0 Corinthians, em 5 de setembro de 1943
6. 53 862, Corinthians 2×1 São Paulo, em 12 de agosto de 1945 (*)
7. 51 943, São Paulo 3×2 Corinthians, em 6 de maio de 1945

(*) As duas edições do livro Almanaque do Corinthians informam que o público dessa partida foi de 45 611. Talvez a diferença seja entre público presente e pagante, embora a princípio, 53 862 seja o público pagante. O maior público marca a estreia de Leônidas da Silva no São Paulo.
Na Arena Corinthians
1. 46 481, Corinthians 2×1 São Paulo, em 21 de abril de 2019 [30]

No Parque São Jorge
1. 20 222, Corinthians 1×4 São Paulo, em 10 de janeiro de 1932[31]

## Estádios
No começo, o Corinthians mandava seus jogos no Estádio Alfredo Schürig, e o São Paulo, na Chácara da Floresta. Mais tarde, o Estádio do Pacaembu passou a ser a casa do Majestoso. A partir da década de 1970, o Estádio do Morumbi passou a ser a nova casa do clássico.
O Corinthians costumava mandar os jogos do Majestoso no Morumbi, mas, por motivo de desavenças entre as diretorias dos clubes, a partir de 2009 o clássico passou a ter como palco o Estádio do Pacaembu quando o mando fosse do alvinegro.
Com a inauguração da Arena Corinthians, em 2014, o Majestoso, passou a ser disputado ali quando o mando de jogo é do Corinthians.